# 九州青春銀行
九州青春銀行（きゅうしゅうせいしゅんぎんこう）は、RKB毎日放送で放送されていたローカルバラエティ番組。2006年（平成18年）7月から2009年（平成21年）3月25日の期間で放送された。

## 概要
視聴者から夢を募集し、その夢を叶えるお手伝いをする番組。インターネット放送局である『あっ!とおどろく放送局』でのオンデマンド放送や、番組独自のSNSを活用することで、ネットと地上波放送の連動を図っていた。また、土曜深夜に同局で放送している『MTM』とも連携していた。
放送開始がRKBの地上デジタル放送開始と重なった事もあり、初回からハイビジョン制作。開始から3ヶ月ほどは福岡ローカル放送であったが、2006年（平成18年）10月からは長崎放送（NBC）と大分放送（OBS）を除く九州地方のTBS系列局でも放送されるようになった。その後諸事情から再びRKB単独での放送に戻った。

## 出演者
メインMC
- 原口あきまさ（K DASH所属）
- 小倉優子（AVILLA所属。彼女にとって初の福岡・九州ローカルレギュラーとなる）

レギュラー(D7)
- K DASH所属
  - はなわ
  - 前田健
  - 相沢真紀
  - スザンヌ

- AVILLA所属
  - 浜田翔子
  - 折原みか
  - クリス松村

- RKBアナウンサー
  - 田畑竜介
  - 川添麻美

など

## スポンサー
- ロッテ
- 福岡銀行

## 各局の放送時間
- RKB毎日放送（制作局）

2006年7月 - 2006年12月4日：毎週月曜24:25 - 25:20
2006年12月13日 - 2008年9月：毎週水曜23:55 - 24:50
2008年10月 - 2009年3月：毎週水曜23:59 - 24:53

## 過去のネット局
- RKK熊本放送 -
- MRT宮崎放送 - 土曜26:07 - 26:59
- MBC南日本放送 - 水曜25:30 - 26:25（2007年4月 - 12月まで）

## DVD
番組内企画をまとめたDVDが2007年（平成19年）12月19日に発売された。
- 「九州青春銀行〜スザンヌの水族館でマーメイドショー！」
- 「九州青春銀行〜ゆうこりんのキツイロケがしたい！自衛隊体験入隊」

また、これらの内容をさらに再構成したものが「スザンヌ&ゆうこりんが水族館と自衛隊で頑張りましたSP!!」として2008年（平成20年）にテレビ放送された。